# Willem Jacob van Stockum

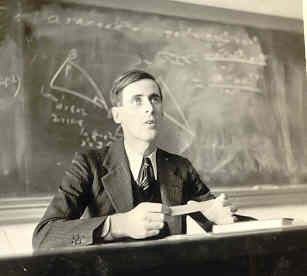
Willem Jacob van Stockum

Willem Jacob van Stockum (20 de noviembre de 1910-10 de junio de 1944) fue un físico holandés que hizo una importante contribución al temprano desarrollo de la relatividad general.
Van Stockum nació en Hattem, Holanda. Su padre fue un oficial de la marina holandesa con grandes habilidades mecánicas. La familia, con excepción del padre, se trasladó a Irlanda a fines de los años 20. Allí Willem estudió matemáticas en el Trinity College de Dublín, donde obtuvo una medalla de oro. Completó estudios igualmente en las universidades de Toronto y Edimburgo.
A mediados de los años 30, Van Stockum era un entusiasta de la entonces nueva teoría de la gravitación, dentro de la relatividad general. En 1937, publicó un artículo que contiene una de las primeras soluciones exactas de la ecuación de campo de Einstein, a través de una configuración de materia rotatoria, denominada en inglés van Stockum dust. Dicha fórmula permanece como paradigma de gran importancia debido a su inusual simplicidad. A través de su artículo, Van Stockum resulta ser el primer científico que hace notar la posibilidad de la curva cerrada de tipo tiempo, uno de los más extraños y desconcertantes fenómenos en el marco de la relatividad general, puesto que sugiere la posibilidad de volver atrás en el tiempo.
Van Stockum viajó a los Estados Unidos con la esperanza de estudiar con el propio Albert Einstein, pero su deseo se truncó al estallar la Segunda Guerra Mundial. El científico, ansioso de luchar contra Hitler, se alistó en el ejército canadiense, convirtiéndose en piloto de aviación en julio de 1942. Debido a sus conocimientos de física actuó como piloto de pruebas durante el año siguiente, lo que le resultó difícil de llevar, dado que Van Stockum conocía a muchas personas que estaban sufriendo bajo el yugo nazi. Finalmente se enroló en la Fuerza Aérea Holandesa (en el exilio). En 1944 llegó a ser el único oficial holandés destinado en el No. 10 Squadron of the RAF Bomber Command, estacionado a la sazón en Yorkshire; en el bombardero Halifax, voló en misiones de combate por toda Europa.
El 6 de junio de 1944, Van Stockum participó en los raids que acompañaron el Desembarco de Normandía. Pocos días más tarde, el 10 de junio, Van Stockum y su tripulación despegaron en su sexta misión como parte de un escuadrón de 400 aviones. Cerca de su objetivo, el avión fue derribado por una batería antiaérea, muriendo los siete miembros de la tripulación. Están enterrados en Laval, Francia, cerca del sitio donde su avión fue derribado.